# Parafia św. Jakuba Apostoła w Wielkich Radowiskach
Parafia Świętego Jakuba Apostoła w Wielkich Radowiskach – parafia rzymskokatolicka, znajdująca się w diecezji toruńskiej, w dekanacie Golub.
Na obszarze parafii leżą miejscowości: Wielkie Radowiska, Małe Pułkowo, Małe Radowiska, Zaradowiska. 